# 미몽
"미몽(迷夢, Mimong)는 1936년 공개된 가장 두번째로 오래된 대한민국의 영화이다.

## 배역
- 문예봉 - 처 애순 역
- 이금룡 - 남편 이선룡 역
- 유선옥 - 딸 정희 역
- 김인규 - 강창건 역
- 조택원 - 무용가 박경림 역